# Julius Otto (Komponist)

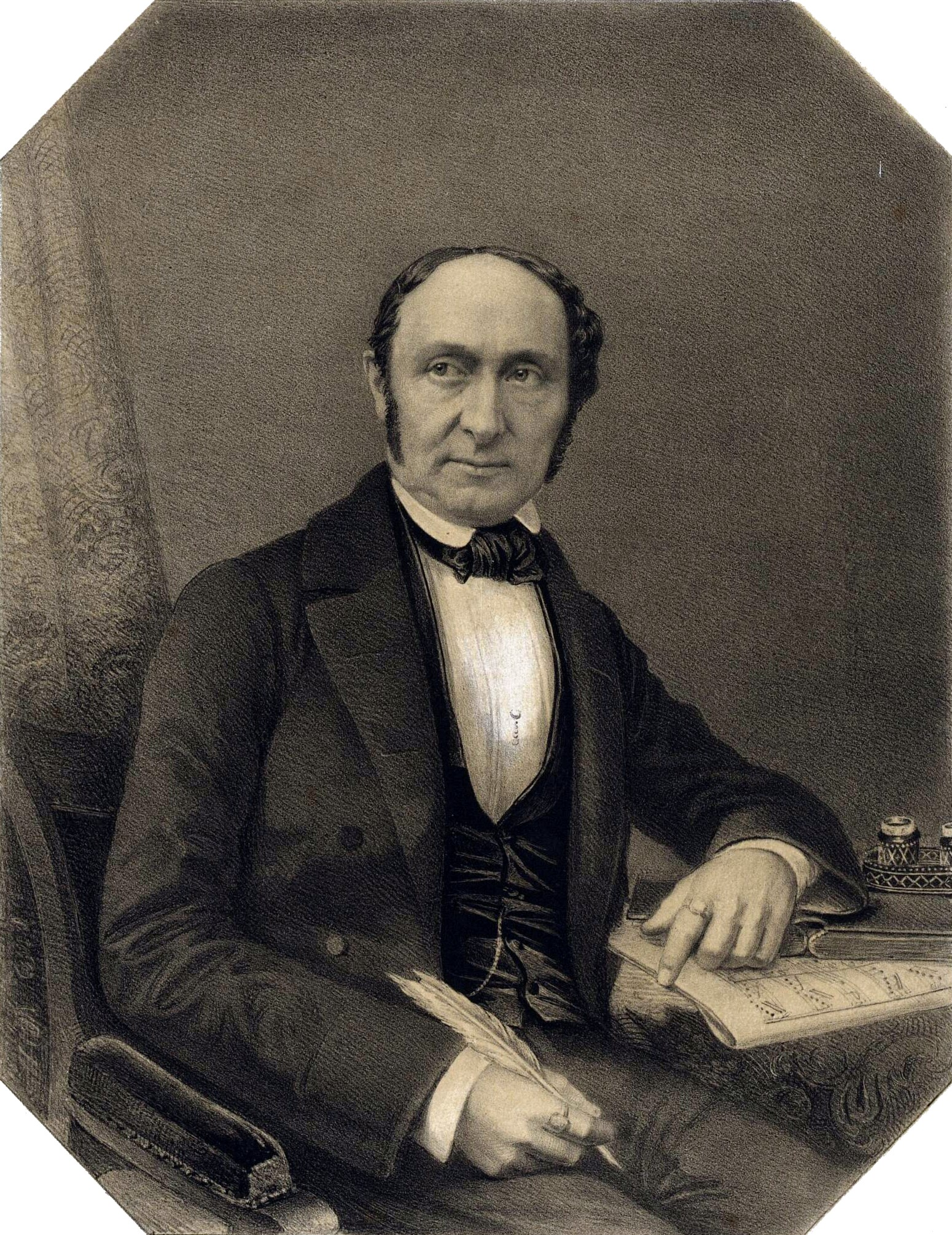
Ernst Julius Otto nach einer Fotografie von Friedrich Brockmann

Ernst Julius Otto (* 1. September 1804 in Königstein (Sächsische Schweiz); † 5. März 1877 in Dresden) war ein deutscher Männergesangskomponist, Musikpädagoge, Chorleiter und Kreuzkantor.

## Leben

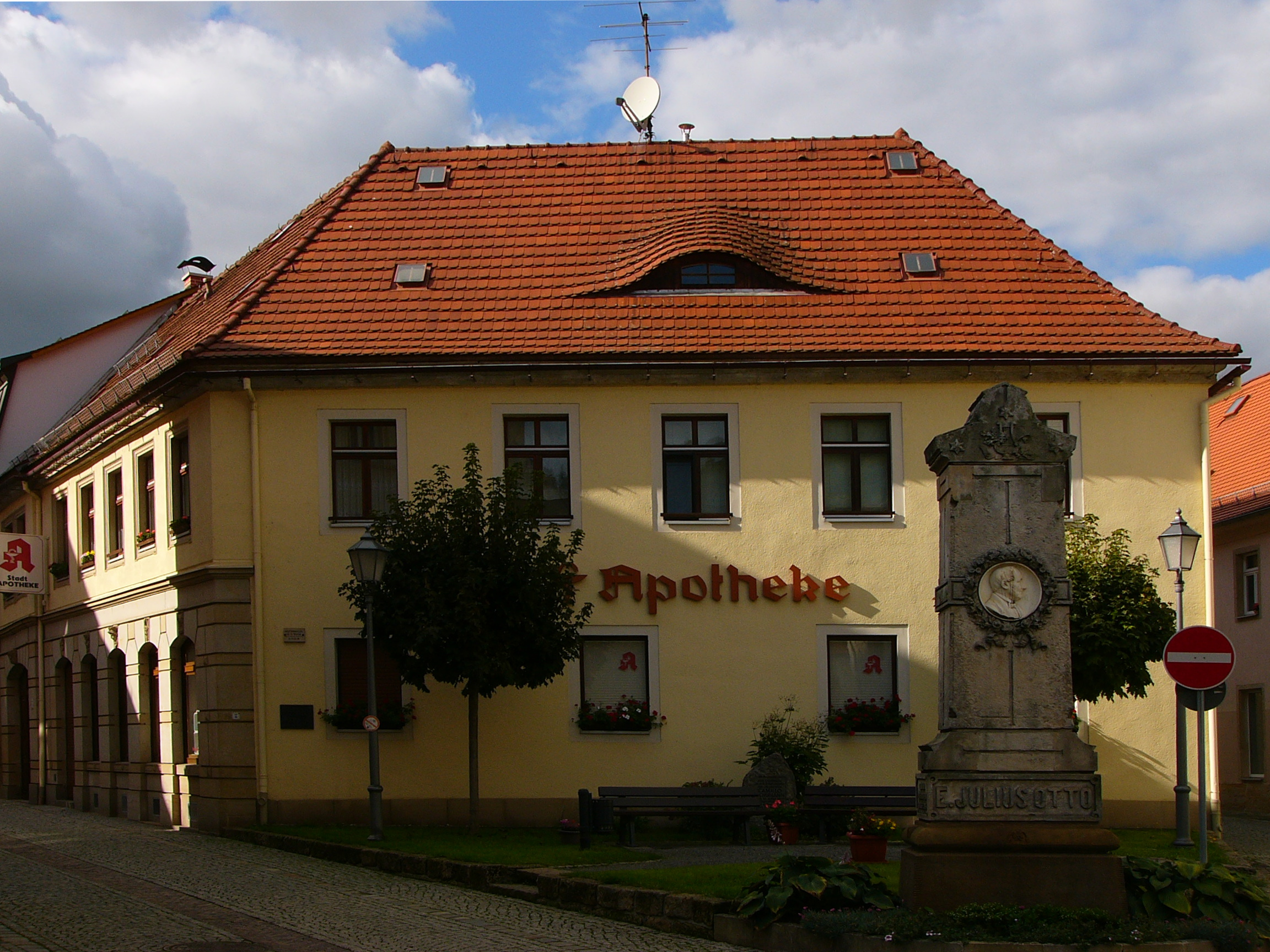
Das Geburtshaus der Gebrüder Otto in Königstein, davor das Julius-Otto-Denkmal

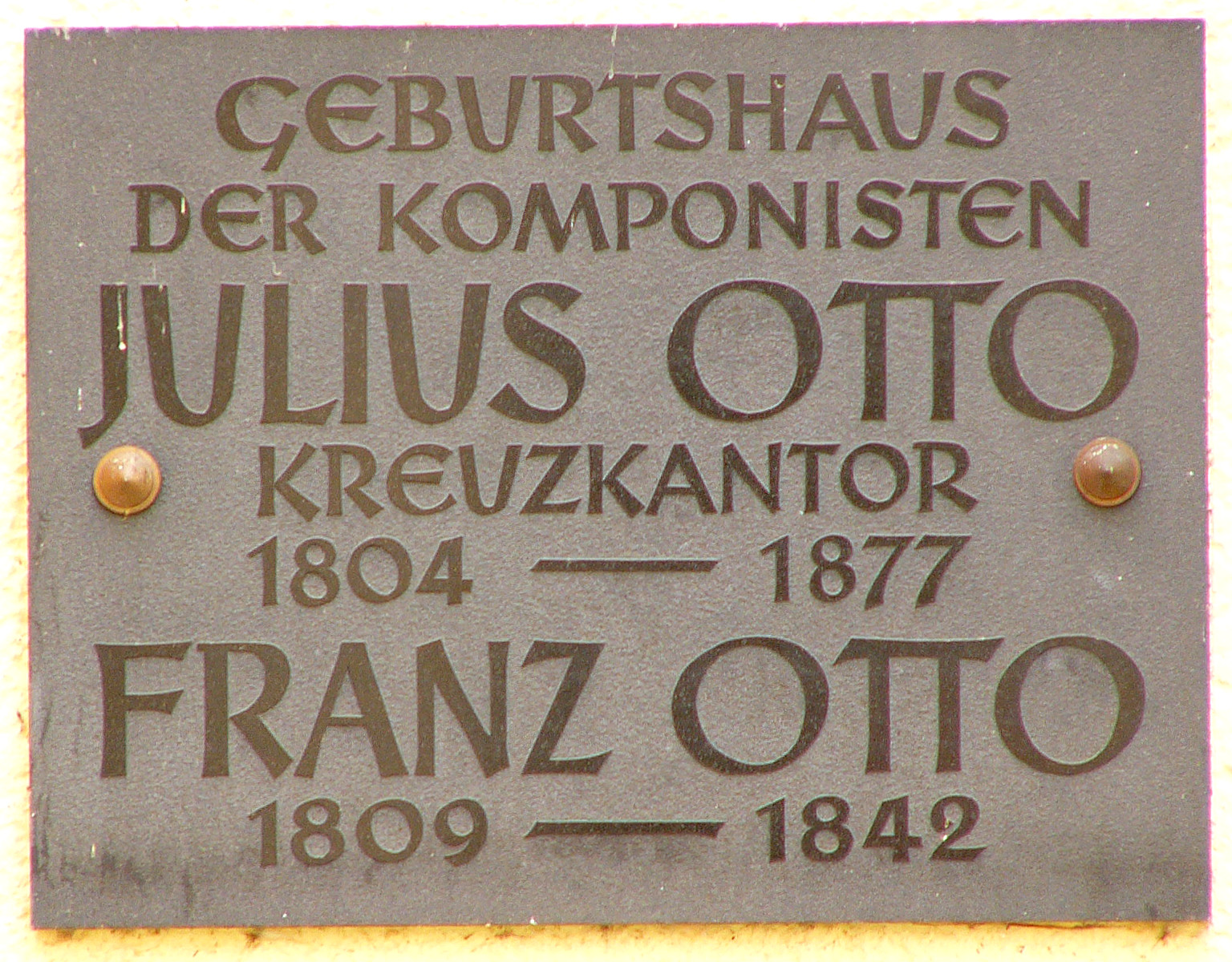
Gedenktafel für die Brüder Otto an ihrem Geburtshaus

Julius Otto war an der Kreuzschule in Dresden Schüler von Christian Theodor Weinlig und von 1822 bis 1825 Schüler von Johann Gottfried Schicht in Leipzig und führte schon in jungen Jahren Motetten und Kantaten auf. Er arbeitete zunächst als Lehrer am Blochmannschen Institut in Dresden und war ab 2. Oktober 1828 interimistisch und endgültig von 1830 bis 1875 Kantor der Kreuzkirche. Als Kreuzkantor vertonte er einen von Friedrich Wilhelm von Kawaczynski gedichteten „Sängergruß“ anlässlich des dritten Coburger Sängertages am 21. Juli 1860.
Zu Ottos Schülern gehörten unter anderem Friedrich Baumfelder, Albert Dietrich, Johannes Gelbke und Edmund Kretschmer. Zeitweise war er Dirigent der Dresdner Liedertafel.

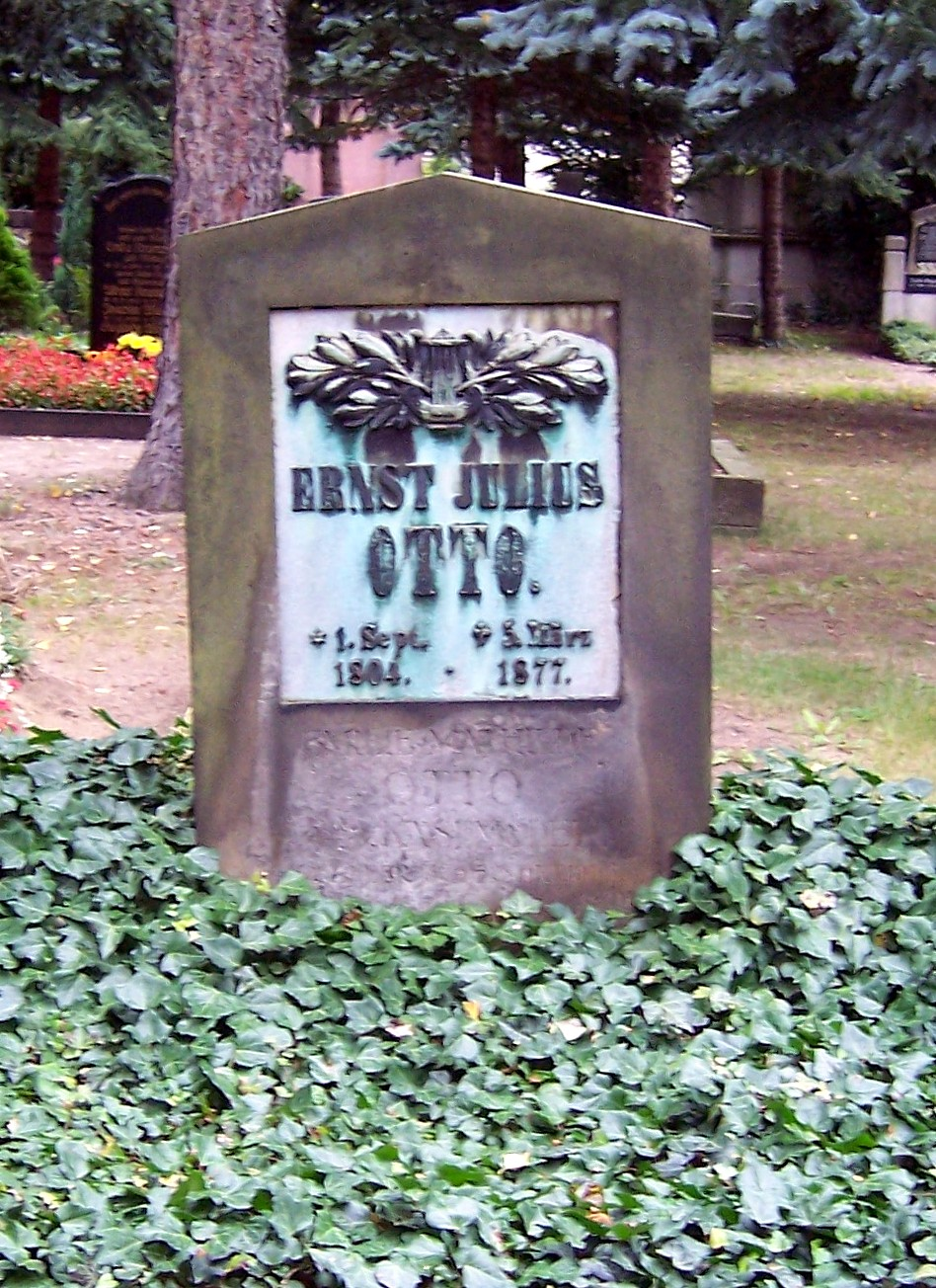
Grab von Ernst Julius Otto

Otto schrieb zahlreiche Motetten, Festkantaten, Messen sowie ein Tedeum. Überdies wirkte Otto als Kantor an der Sophienkirche und an der Frauenkirche in Dresden.
Ernst Julius Otto starb 1877 in Dresden und wurde auf dem Trinitatisfriedhof beigesetzt.
Sein Nachlass wird in der  Sächsischen Landesbibliothek – Staats- und Universitätsbibliothek Dresden aufbewahrt.

## Würdigung

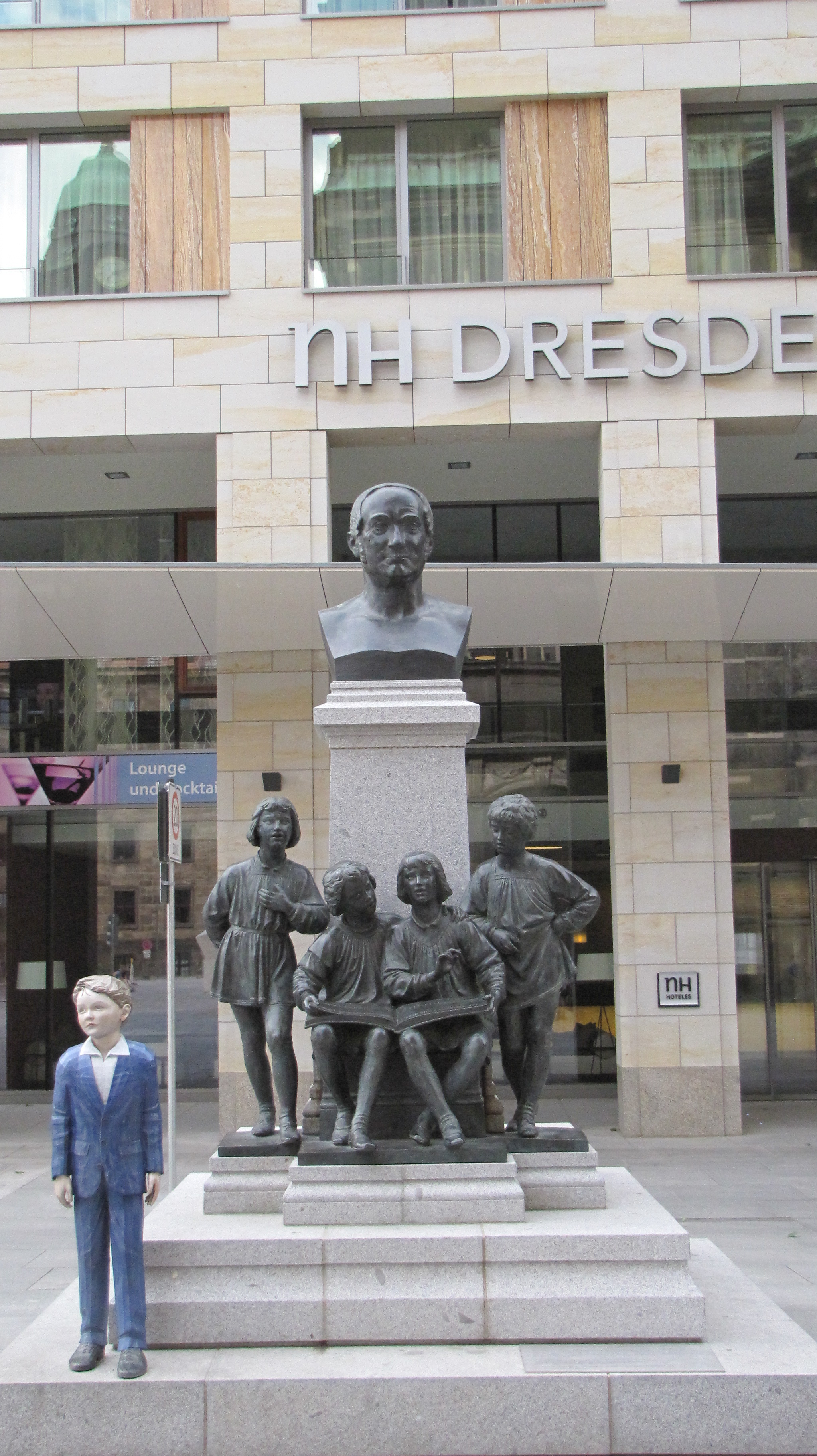
Julius-Otto-Denkmal in Dresden, 2010

Nach Otto wurde der 1876 in Dresden gegründete Julius-Otto-Bund benannt, der in der Anfangszeit unter maßgeblichem Einfluss von Hugo Richard Jüngst stand. Im Stadtteil Strehlen wurde im Jahr 1890 eine Julius-Otto-Straße benannt.
Ein Denkmal von Gustav Kietz, das Julius Otto zeigte und 1886 vor der Kreuzschule am Georgplatz eingeweiht wurde, wurde 1942 für Kriegszwecke eingeschmolzen. Eine Kopie nach erhaltenen Gipsabdrücken und in der Interpretation von Niklas Klotz steht seit August 2010 auf dem Platz zwischen der Dresdner Kreuzkirche und dem NH-Hotel am Dresdner Altmarkt.
Ein weiteres Denkmal befindet sich vor der Stadt-Apotheke in Ottos Geburtsstadt Königstein.

## Werke (Auswahl)
- mehrbändige Männcherchorlieder-Sammlung unter dem Titel Ernst und Scherz

### Zyklen für Männerchor
- Der Sängersaal
- Burschenfahrten
- Gesellenfahrten
- Soldatenleben
- Die Liedertafeloperette
- Der Spinnabend

### Oratorien
- Des Heilands letzte Worte
- Die Feier der Erlösten am Grabe Jesu und Hiob

### Opern
- Das Schloß am Rhein
- Der Schlosser von Augsburg